# Заястребье
Зая́стребье — село в Судогодском районе Владимирской области. Входит в состав Муромцевского сельского поселения.
Расположено в 13 км к юго-востоку от Судогды.

## История
В старину село называлось Крутец. В 4 км от села Заястребья, вверх по течению реки Ястреб, на высоком, лесистом левом берегу можно видеть следы когда-то существовавшего здесь поселения. Старожилы села это место называли «Пустынькой». Не позднее 16 века, а может быть и ранее, здесь жили монахи-отшельники. А впоследствии, в этих местах был монастырь с двумя деревянными церквями: во имя Животворящего Креста Господня и свт. Алексия. Здесь и подвизался преподобный Прохор.
Эти земли в 1582 году были куплены боярином Дмитрием Ивановичем Годуновым и вложены в Костромской Троицкий Ипатьевский монастырь. Вскоре здесь была построена деревянная церковь Живоначальной Троицы, строение монастырское с монастырскими келиями. До 1764 года село Заястребье с приходскими деревнями принадлежало Костромскому монастырю. Первая церковь, по-видимому, располагалась ближе к реке, чем современный каменный храм.
Из записей патриаршего казённого приказа видно, что в 1702 году в Заястребье было две деревянные церкви. Одна из них пустая во имя Живоначальной Троицы «о двух главах, главы обиты чещуею деревянною, кресты железные, у церкви с двух сторон паперти, церковь и олтарь и трапеза и паперти крыты тесом». За ветхостью это первое монастырское строение было разобрано. Вторая церковь была освящена тоже во имя Живоначальной Троицы и была одноглавой. В начале 18 столетия в селе помимо крестьянских дворов сохранялся и монастырский двор.
В 1782 году в результате пожара сгорела вся церковь почти со всем своим имуществом. Только в 1829 году началось строительство каменного храма, которое продолжалось в течение 11 лет. Первоначально в храме было два престола: в холодном во имя Живоначальной Троицы, а в тёплой во имя свт. Николая. В 1860 году был пристроен ещё один придел — во имя Крещения Господня. Сохранившиеся от пожара иконы были перенесены в новый храм и поновлены.
Приход состоял из села Заястребья и деревень: Алфёровой (1 км), Дворишневой (2 км), Овсянниковой (3 км), Прокуниной (11 км), Артемовской (11 км), Данильцевой (11 км). По клировым ведомостям 19 века в них проживало 963 человека мужского и 1096 женского пола. Из них «раскольников» было 23 человека. С 1885 года в селе Заястребье была церковно-приходская школа. В 1896 году было в ней 24 ученика.
В 1930—1940 годы в Заястребском храме служил священник Сергий Фестинатов, ставший в 1944 году епископом Владимирским и Суздальским.
В 1937 году была арестована казначей и председатель церковного совета Сизова Агафья Дмитриевна. Вскоре после войны храм был открыт и более не закрывался. В 1950-х годах храм ремонтировали.

## Население
| 1859 | 1905 | 1926 | 2002 |
| ---- | ---- | ---- | ---- |
| 312  | 383  | 410  | 35   |

| 1859 | 1905 | 1926 | 1959 | 1970 | 1979 | 1983 |
| ---- | ---- | ---- | ---- | ---- | ---- | ---- |
| 312  | ↗383 | ↗410 | ↘282 | ↘158 | ↘81  | ↘70  |
| 2002 | 2010 | 2021 |      |      |      |      |
| ↘35  | ↘28  | ↗30  |      |      |      |      |